# Саввіді Іван Гнатович

Паломництво до монастиря із Чудотворною іконою Панагія Сумела, Іван Саввіді (в центрі), Фрасос Евтіхідіс (праворуч), 2008 рік

Саввіді Іван Гнатович (27 березня 1959, грецьке селище Санта, Грузинська РСР) — російський підприємець, депутат Державної Думи РФ, координатор міжпарламентської депутатської групи зі зв'язків із Парламентом Грецької Республіки, Президент Асоціації грецьких громадських об'єднань Росії. Координатор Периферії країн колишнього СРСР Ради греків зарубіжжя. Кандидат економічних наук. Президент Міжнародної конфедерації понтійського еллінізму.

## Життєпис
Переїхав до Ростова-на-Дону після служби в армії. Закінчив факультет матеріально-технічного постачання Ростовського інституту народного господарства. У 1980 році прийшов працювати на Донську державну тютюнову фабрику. Пройшов шлях від робітника до заступника директора. У 1993 році обраний генеральним директором компанії «Донской табак».
У грудні 2003 року обраний депутатом Державної Думи Росії. З квітня 2004 року є заступником голови Комітету Державної Думи з бюджету і податків, координатором міжпарламентської депутатської групи по зв'язках з Парламентом Грецької Республіки. З червня 2004 року є президентом Асоціації Грецьких Громадських Об'єднань Росії (АГООР).
Був президентом ФК «Ростов» з липня 2002 року по липень 2005-го. Діяльність Саввіді на цій посаді отримувала неоднозначні оцінки уболівальників. З січня 2006 року — президент футбольного клубу СКА (Ростов-на-Дону).
На Помісному соборі РПЦ 2009 Саввіді року був представником Ростовської єпархії від мирян.
Іван Саввіді є активним громадським діячем спільноти понтійських греків країн СНД. За його ініціативи та підтримки з 2007 року стали можливими щорічні паломництва до святині християнства всього світу — монастиря Панагія Сумела у Трабзоні, здійснюється проєкт «Грецький мартиролог».
У серпні 2012 року, Саввіді придбав контрольний пакет акцій футбольного клубу ПАОК з міста Салоніки.
В 2015 році Саввіді публічно вітав тимчасову окупацію Криму та його так зване «приєднання» до РФ.

## Конфіскація активів
8 лютого 2024 року, за повідомленням Центру протидії корупції (ЦПК), ВАКС конфіскував 100 % корпоративних акцій і прав двох великих українських підприємств, які належали грецько-російському мільярдеру Івану Саввіді та його дружині, в тому числі:
- 100 % корпоративних акцій ПрАТ «Пентопак»[10], який є одним із лідерів з виробництва пакування для м'ясних і ковбасних виробів;
- 100 % корпоративних прав дочірнього підприємства «Атлантіс-Пак Україна»[11].

6 травня 2024 Фонд держмайна України затвердив стартову ціну заводу «ПентоПак» у сумі 203,7 млн грн. Аукціон в системі «Прозорро.Продажі» запланований на 31 травня 2024 року. В ході онлайн-аукціону на продаж також виставлено 100 % акцій підприємства (48000 штук), об’єкт розташований у м. Борисполі на вулиці Броварській, 5.

## Сім'я
Дружина — Кіріяки Саввіді

## Захоплення
Полюбляє футбол. 11 березня 2018 року, на 89-й хвилині матчу "ПАОК"- "АЕК" був перерваний після втручання Савіді. Господарі забили гол за рахунку 0:0, але головний арбітр зустрічі скасував взяття воріт через офсайд. Команда з Салонік не погодилася з таким рішенням, через що почався конфлікт. Саввіді спустився з трибун в компанії зі своїми величезними охоронцями і вибіг на поле з пістолетом на поясі. За повідомленнями грецьких ЗМІ, російський бізнесмен погрожував одному зі співробітників "АЕКу" Василину Дімітріадісу, сказавши йому "тепер ти труп". Як виявилося пізніше, через кілька годин, постфактум гол все-таки зарахували і присудили перемогу "ПАОКу". За офіційною інформацією "суддя ретельно переглянув епізод і прийшов до висновку, що помилився". "АЕК" не став заперечувати і вимагати перегравання або скасування такого результату, побоюючись за безпеку гравців і персоналу. Після цього Уряд Греції ухвалив рішення зупинити проведення чемпіонату з футболу, поки не буде з'ясовано всі обставини. Чемпіонат було поновлено 31 березня. Федерація футболу Греції заборонила Савіді відвідування футбольних матчів протягом трьох років.

## Нагороди
- Орден Святого Благовірного князя Данила Московського II ступеня (18 листопада 2009)[17]
- Орден «За заслуги перед Вітчизною» (21 лютого 2008)
- Орден Пошани (13 грудня 2003)
- Медаль ордена «За заслуги перед Вітчизною» (6 вересня 1999)